# Anacinaces gigas
Anacinaces gigas là một loài ruồi trong họ Asilidae. Anacinaces gigas được Enderlein miêu tả năm 1914. Loài này phân bố ở miền Ấn Độ - Mã Lai.